# Tainted Love
«Tainted Love» es una canción originalmente escrita por Ed Cobb, del grupo The Four Preps, grabada en 1964 por Gloria Jones.

## Versión de Soft Cell
El tema volvió a tener popularidad mundial después de que el grupo Soft Cell lanzara una versión en 1981.

### Puesto en listas
| Lista (1981-1982)                                   | Mejor posición |
| --------------------------------------------------- | -------------- |
| Australia (Kent Music Report)                       | 1              |
| Austria (Ö3 Austria Top 40)                         | 2              |
| Bélgica (Flandes) (Ultratop 50)                     | 1              |
| Canadá (RPM 50 Singles)                             | 1              |
| Francia (SNEP)                                      | 4              |
| Alemania (Media Control AG)                         | 1              |
| Irlanda (IRMA)                                      | 4              |
| Países Bajos (Dutch Top 40)                         | 5              |
| Países Bajos (Mega Single Top 100)                  | 7              |
| Nueva Zelanda (Recorded Music NZ)                   | 2              |
| España (AFYVE)                                      | 4              |
| Suecia (Sverigetopplistan)                          | 4              |
| Suiza (Schweizer Hitparade)                         | 2              |
| UK (Official Charts Company)                        | 1              |
| Estados Unidos Billboard Hot 100                    | 8              |
| Estados Unidos Billboard Hot Dance Club Play        | 4              |
| Estados Unidos Billboard Hot Mainstream Rock Tracks | 12             |

## Versión de Marilyn Manson
Marilyn Manson lanzó su propia versión en 2002 como el primer sencillo de la banda sonora de la película Not Another Teen Movie. La canción luego se incluiría como bonus track en su siguiente disco, The Golden Age Of Grotesque. Su vídeo, dirigido por Philip G. Atwell, obtuvo fuerte rotación en MTV Estados Unidos y Latinoamérica.

### Posicionamiento en listas
| Lista (2001–2002)                                 | Mejor posición |
| ------------------------------------------------- | -------------- |
| Austria (Ö3 Austria Top 40)                       | 2              |
| Bélgica (Flandes) (Ultratop 50)                   | 11             |
| Bélgica (Valonia) (Ultratop 50)                   | 7              |
| Dinamarca (Tracklisten)                           | 3              |
| Unión Europea (Eurochart Hot 100)                 | 3              |
| Finlandia (OFC)                                   | 11             |
| Francia (SNEP)                                    | 25             |
| Alemania (Offizielle Deutsche Charts)             | 3              |
| Hungría (Single Top 40)                           | 3              |
| Irlanda (IRMA)                                    | 11             |
| Italia (FIMI)                                     | 2              |
| Países Bajos (Mega Single Top 100)                | 44             |
| Noruega (VG-lista)                                | 7              |
| Portugal (Billboard)                              | 1              |
| Escocia (Scottish Singles Sales Chart)            | 4              |
| España (Top 100 Canciones)                        | 4              |
| Suecia (Sverigetopplistan)                        | 11             |
| Suiza (Schweizer Hitparade)                       | 2              |
| UK Singles (OCC)                                  | 5              |
| Estados Unidos Mainstream Rock Tracks (Billboard) | 30             |
| Estados Unidos Alternative Airplay (Billboard)    | 33             |

| Lista (2002)                      | Posición |
| --------------------------------- | -------- |
| Austria (Ö3 Austria Top 40)       | 18       |
| Bélgica (Ultratop 50 Flanders)    | 55       |
| Bélgica (Ultratop 50 Wallonia)    | 17       |
| Unión Europea (Eurochart Hot 100) | 25       |
| Alemania (Official German Charts) | 24       |
| Irlanda (IRMA)                    | 77       |
| Italia (FIMI)                     | 16       |
| Suecia (Sverigetopplistan)        | 37       |
| Suiza (Schweizer Hitparade)       | 19       |
| UK Singles (OCC)                  | 65       |

### Lista de canciones
- Milk Inc - Tainted Love
- Marilyn Manson - Tainted Love
- Mest- I Melt With You
- Marilyn Manson - Suicide is Painless (originalmente en la banda sonora de The Blair Witch Project 2: Book of Shadows)
- Stabbing Westward - Bizarre Love Triangle

### Video musical
Dirigido por Philip G. Atwell, famoso por dirigir vídeos de hip-hop, el videoclip de Tainted Love narra la historia de una típica fiesta de secundaria americana, la cual se ve interrumpida por Manson y su grupo de góticos e indeseables personajes que llegan en un Llincoln continental 1969. Incluía a muchas de las estrellas de la película Not Another Teen Movie, quienes con el paso de los años lograrían notoriedad mundial por sus papeles en conocidas películas o seres televisivas. Jaime Pressly, interpreta a la animadora que quiere a Manson como objeto sexual pero no logra conseguirlo ya que Mia Kirshner (The L Word), la chica más malvada de la escuela, lo ha conducido a su habitación. Otros famosos como Chris Evans (Los 4 Fantásticos y Universo Cinematográfico de Marvel) y Joey Jordison, baterista de Slipknot, también figuran en el vídeo.

## Otras versiones
Otros artistas y bandas realizaron otras versiones de «Tainted Love». En 2000 la canción fue versionada en castellano por el grupo español La Unión, que lo incluyó en su LP Grandes éxitos. En 2010, el cantante argentino Emmanuel Horvilleur realizó una versión para el disco de covers La 100 Vivo!. Al año siguiente, la banda de Power Ballad Scorpions versionó la canción para su disco de versiones y regrabaciones llamado Comeblack.
En la segunda temporada de La Banda, emitida muy brevemente por Latina Televisión, la Banda C4, hizo una versión de la canción, llamándola «Falso Amor», creada por la cantante mexicana Alejandra Guzmán.